# Éruption du mont Unzen en 1792
L'éruption du mont Unzen en 1792 est une éruption volcanique qui s'est déroulée sur le mont Unzen, un volcan du Japon, du 19 février au 22 juillet 1792. Elle est marquée, le 21 mai, par deux séismes à l'origine d'un glissement de terrain qui détruit en partie la ville de Shimabara puis, en atteignant la baie du même nom, crée un tsunami dévastateur. Le nombre de morts de cette catastrophe s'élève à environ 15 000, faisant de cette éruption volcanique la plus meurtrière dans ce pays durant les temps historiques.

## Contexte
Lorsque commence l'année 1792, le mont Unzen n'est pas entré en éruption depuis près de 130 ans, la précédente s'étant déroulée du 11 au 27 décembre 1663,.

## Déroulement
L'éruption commence le 19 février 1792. Une coulée de lave dacitique de quatre kilomètres de longueur et des nuées ardentes sont émises depuis le flanc nord-est du mont Fugen ce qui entraîne des évacuations et des destructions. Le 21 mai, alors que l'éruption semble terminée depuis environ un mois, deux séismes provoquent l'effondrement du Tenguyama, un dôme de lave situé sur le flanc oriental du Mayuyama, un autre dôme de lave situé entre le mont Fugen et Shimabara, sur la côte de la baie du même nom. Cet effondrement entraîne une avalanche de débris qui détruit une partie de la ville, faisant environ 9 000 premiers morts. En atteignant la baie après 6,5 kilomètres de parcours, la masse de débris progresse de plusieurs kilomètres dans la mer en formant un tsunami qui touche 77 kilomètres de côtes environnantes,,, provoquant la mort d'environ 6 000 personnes supplémentaires.
L'éruption se termine le 22 juillet 1792,.

## Conséquences
Au total, cette éruption d'indice d'explosivité volcanique de 2 rejettera 2,6 × 107 m3 de lave. Les débris de l'avalanche formeront les nombreuses petites îles en face de Shimabara.
Avec environ 15 000 morts, elle est la plus meurtrière des éruptions volcaniques ayant eu lieu au Japon durant les temps historiques,. La marque de l'effondrement est toujours visible avec la forme en amphithéâtre du Mayuyama et les îlots, partie émergée d'hummocks, situés dans la baie de Shimabara en face de la ville.